# Prelude (The Moody Blues)
Prelude è un compilation di brani rari e B-Side dei The Moody Blues del 1987.

## Il disco
Le prime cinque tracce vennero pubblicate come singoli nel 1967, prima dell'uscita di Days of Future Passed. Sono le prime registrazione dei Moody Blues con Justin Hayward e John Lodge.
La traccia 6 A Simple Game è stata successivamente riproposta dal gruppo Four Tops, con il titolo Simple Game ed è arrivata alla posizione numero 3 nelle classifiche del Regno Unito nel 1972.
Le tracce 7-11 formarono il "+5" nell'album del 1977 Caught Live + 5.
La traccia 12 Late Lament, che conclude l'album, è la poesia di Graeme Edge che appare alla fine di Days of Future Passed.
Anche se molti di questi brani sono anche apparsi in altre pubblicazione dei Moody Blues, come ad esempio il box set Time Traveller del 1994 oppure nei dischi rimasterizzati del catalogo discografico del gruppo del 2006, Prelude è l'unica versione che contiene tutte insieme questi undici brani rari.

## Tracce
1. "Fly Me High" (Justin Hayward) – 3:02
2. "I Really Haven't Got the Time" (Michael Pinder) – 3:12
3. "Leave This Man Alone" (Hayward) – 3:01
4. "Love and Beauty" (Pinder) – 2:28
5. "Cities" (Hayward) – 2:27
6. "A Simple Game" (Pinder) – 3:47
7. "Gimme a Little Somethin'" (John Lodge) – 3:18
8. "Please Think About It" (Pinder) – 3:45
9. "Long Summer Days" (Hayward) – 3:18
10. "King and Queen" (Hayward) – 3:57
11. "What Am I Doing Here?" (Hayward) – 3:40
12. "Late Lament" (Graeme Edge, Peter Knight) – 1:36

## Formazione
- Justin Hayward: Chitarra/Voce
- John Lodge: Basso/Voce
- Michael Pinder: Tastiera/Voce
- Ray Thomas: Flauto/Voce
- Graeme Edge: Batteria